# بخش مولن
بخش مولن (به فرانسوی: Arrondissement de Moulins) یک بخش در فرانسه است که در آلیه واقع شده‌است.